# Regió de Los Lagos
La regió de Los Lagos és una de les setze regions en que es divideix la república de Xile. Limita al nord amb la regió de l'Araucanía, Los Ríos, al sud amb la regió d'Aysén, a l'oest amb l'oceà Pacífic i a l'est amb les províncies de Río Negro, Neuquen, i Chubut (Argentina).

## Descripció
El 1978 va rebre la denominació oficial de «X Región de Los Lagos», i el 1979 es crea la província de Palena, conformada per Chaitén, Futaleufú, Palena i illes Desertores, que pertanyien fins llavors a la província de Chiloé, i la recent creada comuna de Hualaihué, el territori del qual era part de la província de Llanquihue.
Té una superfície de 48.584 km² i una població al 2017 de 828.708 hab amb una projecció pel 2024 de 912.171 hab. La regió està composta per les províncies de Chiloé, Llanquihue, Osorno i Palena, i la capital regional és la ciutat de Puerto Montt.
El principal centre urbà és la regió metropolitana de Gran Port Montt amb 245.902 hab.segons cens de 2017 amb una projecció de 280.955 per 2024., seguida d'Osorno amb 176.304 hab. per 2024 i 951 km².
El seu sector sud-est, es correspon a la província de Palena, que està situada a la Patagònia xilena.
Des del 2 d'octubre de 2007, l'antiga província de Valdivia, va convertir-se en la XIV Región de Los Ríos. L'aniversari de la regió és el 23 d'abril, quan es recorda la primera sessió del consell regional, l'any 1993.